# Acroriodes
Acroriodes là một chi bướm đêm thuộc họ Noctuidae.